# Indukció (tudományfilozófia)
A tudományfilozófiában az indukció a megismerés, a gondolkodás egyik legtöbbet tanulmányozott területe. Számos filozófus vélte úgy, hogy az indukció a filozófia egyik fő problémája, és vizsgálata révén meg lehet oldani azt a rejtélyt, hogyan teszünk szert alapvetően új tudásra, hogyan juthatunk olyan következtetésekre, amelyeket a kiinduló állítások nem tartalmaznak, amelyek túlmutatnak a közvetlen tapasztalaton. Az induktív módszert a tudományelmélet mint az empirikus kutatás alapvető formáját, az oktatáselmélet pedig mint a tanítás egyik lehetséges módszerét értelmezi.

## Története
Az indukció természetének tanulmányozása, az induktív módszerről való elmélkedés gyökerei a filozófiai gondolkodás kezdetéig nyúlnak vissza. A nyugati filozófia nem kisebb személyiségei szentelték a problémának munkásságuk egy részét, mint Hume, Carnap, Russell és Popper. 
A filozófiai értelmezés szerint „indukció:
1. szűkebb értelemben induktív érvelés, egy általánosításra való következtetés egyedi példákból;
2. tágabb értelemben bármely kiterjesztő következtetés, vagyis bármely olyan következtetés, ahol a következtetésben kimondott állítás túlmegy azon, amit a premisszák együttesen állítanak. A tágabb értelemben vett indukció különösen érdekes esetei az analógiával való érvelés, előrejelző következtetés, következtetés az okokra a jelekből és szimptómákból és a tudományos törvények vagy elméletek megerősítése.” (Skyrms 1995 368. o.)[1]